# Huurre
Huurre är ett företag som levererar produkter inom kylteknik, bland annat kylanläggningar för kommersiellt bruk.
Paavo Suominen grundade 1946 kylteknikfirman Huurre Oy i Tammerfors. Huurre betyder rimfrost på finska. År 1948 började företaget tillverka butikskyldiskar. Det flyttade till Ylöjärvi 1961 och började exportera till bland annat Sovjetunionen. Företaget expanderade kraftigt inom tillverkning av frysutrustning för kommersiellt bruk. Bolaget tillverkade även ismaskiner som såldes till hotell i Sovjetunionen.
Suominen slutade som verkställande direktör för företaget 1986. Samma år grundade han Finlands kyltekniska museum i Ylöjärvi kommun. 1990 slogs bolaget samman med Porkka (Pentti Porkka Oy) samtidigt som banken Kansallis-Osake-Pankki tog över som ägare. Huurre Group köptes av Caverion 2019.